# Agathocle (fils de Lysimaque)
Pour les articles homonymes, voir Agathocle.
Agathocle (en grec ancien Ἀγαθοκλῆς / Agathoclès), né vers 320-310 av. J.-C., est le fils aîné de Lysimaque, roi de Thrace (depuis 305) et de Macédoine (depuis 285), et de Nikaia, fille d'Antipater. Il est exécuté sur ordre de son père vers 284.

## Biographie
Dans le cadre des négociations entre les Diadoques après la bataille d'Ipsos (301 av. J.-C.), Agathocle épouse Lysandra, fille de Ptolémée et d'Eurydice, tandis que son père Lysimaque épouse Arsinoé, une autre fille de Ptolémée. Agathocle prend part avec son père à la campagne contre les Gètes (les Daces pour les Romains) aux frontières de la Thrace. Vers 286-285, il est envoyé lutter contre Démétrios Poliorcète pour défendre la Lydie et la Carie. Cette campagne victorieuse lui assure une certaine popularité ; il apparaît alors comme l'héritier légitime de son père.
Mais Arsinoé, demi-sœur de Lysandra et nouvelle épouse de Lysimaque, intrigue contre Agathocle afin d'offrir la succession à ses fils. Vers 283, il est exécuté sur l'ordre de Lysimaque ; ce qui entraîne de graves troubles en Asie Mineure et le départ de Ptolémée Kéraunos, frère de Lysandra, à la cour de Séleucos. Selon Justin, c'est Arsinoé qui a révélé à son mari que son fils est en train de comploter contre lui, tandis que Pausanias témoigne que la reine a poussé Lysimaque à tuer son fils afin d'ouvrir la voie à ses enfants pour la succession. Le géographe insinue même qu'Arsinoé est alimentée par une rancune personnelle contre Agathocle, qui a précédemment rejeté sa tentative de séduction. 
Son assassinat a finalement pour conséquence la défaite de Lysimaque contre Séleucos à la bataille de Couroupédion (281). La dynastie de Lysimaque perd alors toutes ses possessions et disparaît.

## Sources antiques
- Justin, Abrégé des Histoires philippiques de Trogue Pompée [détail des éditions] [lire en ligne].